# Dannish Walker-Khan
Dannish Walker-Khan (ur. 2 sierpnia 1992) – brytyjski lekkoatleta specjalizujący się w biegach sprinterskich.
W 2011 wraz z kolegami z reprezentacji sięgnął po srebrny medal mistrzostw Europy juniorów w biegu rozstawnym 4 x 100 metrów. W 2013 zdobył złoto młodzieżowych mistrzostw Europy.
Rekordy życiowe: bieg na 200 metrów – 20,89 (30 kwietnia 2015, Orlando).